# Halfway to Fivepoints
Halfway to Fivepoints är ett studioalbum av den svenska singer/songwritern Anna Ternheim, utgivet 2008 på Universal Music Group. Det släpptes enkom för den amerikanska marknaden.

## Låtlista
1. "Girl Laying Down" - 3:51
2. "Bridges" - 3:34
3. "Today Is a Good Day" - 3:32
4. "Little Lies" - 4:18
5. "Such a Lonely Soul" - 3:42
6. "To Be Gone" - 2:47
7. "No Subtle Men" - 3:08
8. "Lovers Dream" - 3:59
9. "The Ones They Blame" - 3:11
10. "You Mean Nothing to Me Anymore" - 2:48
11. "Black Widow" - 2:36
12. "Halfway to Fivepoints" - 2:50

### Fotnoter
1. ↑  ”Halfway to Fivepoints”. Amazon.com. http://www.amazon.com/Halfway-Fivepoints-Anna-Ternheim/dp/B00167TTA8. Läst 17 maj 2012.